# Cristian Raúl Ledesma
 Cristian Raúl Ledesma (* 29. Dezember 1978 in San Isidro) ist ein argentinischer Fußballspieler. Er trägt den Spitznamen Lobo („Wolf“).

## Vereinskarriere
Ledesma begann 1997 seine berufliche Karriere bei dem Fußballverein Argentinos Juniors. Weitere Stationen waren bei River Plate, beim Hamburger SV in Deutschland, CF Monterrey in Mexiko, CA Colón und Racing Club de Avellaneda.
Nach dem Gewinn der Meisterschaft mit San Lorenzo unterzeichnete Ledesma einen Vertrag mit dem griechischen Meister Olympiakos Piräus für geschätzte rund 1.800.000 € und es wurde ihm die Gelegenheit gegeben, seine Fähigkeiten in der UEFA Champions League zu zeigen. Nach einem Jahr bei Olympiakos wurde er im August 2008 für eine Saison zurück nach San Lorenzo verliehen.

## Nationalmannschaft
Er debütierte im Spiel gegen Chile am 18. April 2007 während der Copa América, in dem Argentinien das Finale erreichte aber gegen Brasilien verlor. Er spielte auch bei einem Freundschaftsspiel gegen Norwegen am 22. August 2007. Sein dritter Auftritt für Argentinien war das Spiel gegen Australien am 11. September.

## Titel
| Saison        | Club              | Titel                     |
| ------------- | ----------------- | ------------------------- |
| Apertura 1999 | River Plate       | Primera Division          |
| Clausura 2000 | River Plate       | Primera Division          |
| Clausura 2002 | River Plate       | Primera Division          |
| 2003          | Hamburger SV      | DFB-Ligapokal 2003        |
| Clausura 2007 | San Lorenzo       | Primera Division          |
| 2007          | Olympiakos Piräus | Griechischer Supercup     |
| 2007/08       | Olympiakos Piräus | Super League              |
| 2008          | Olympiakos Piräus | Griechischer Fußballpokal |